# Marforio

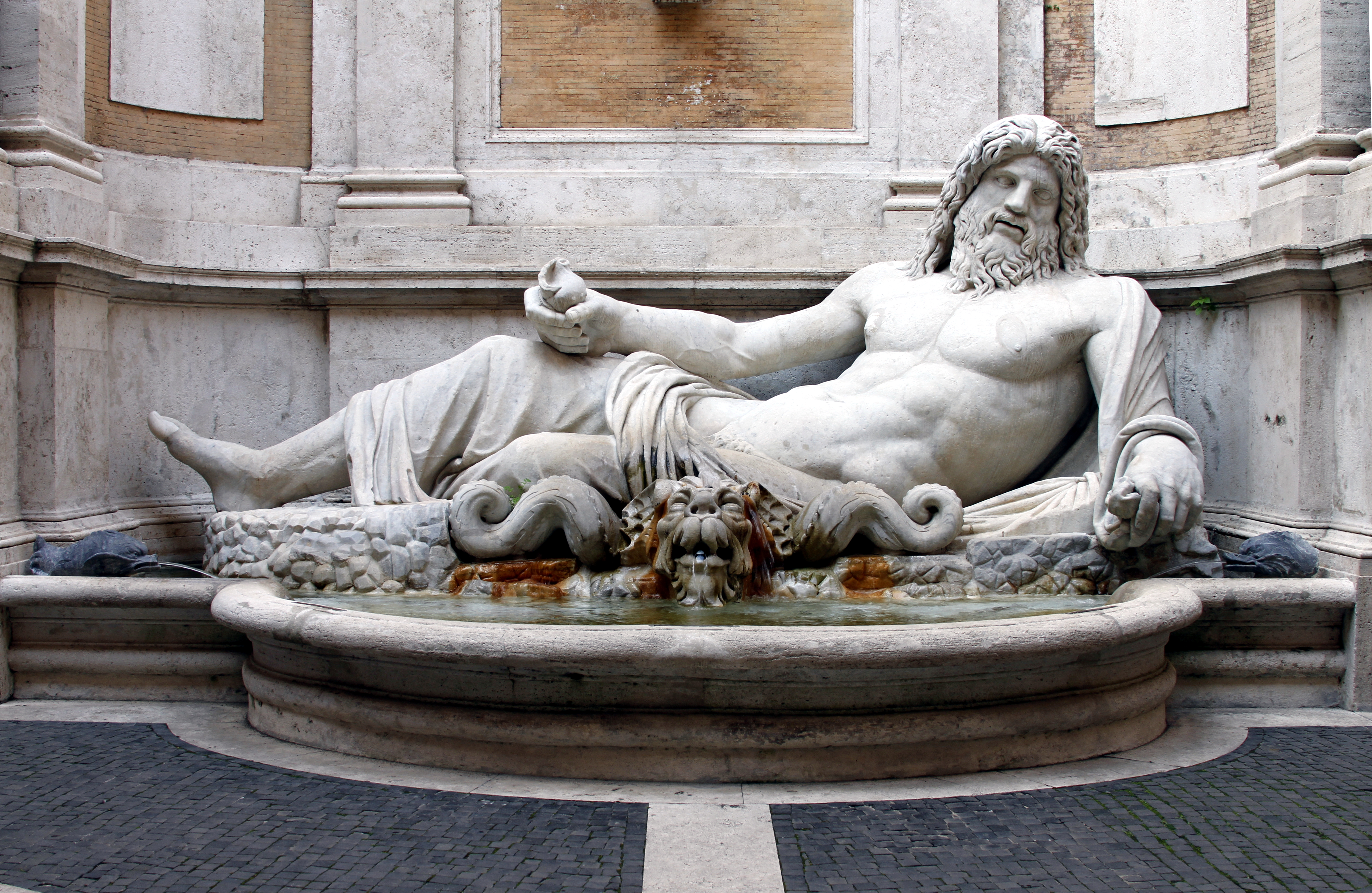
Marforio.

Marforio es una de las seis estatuas parlantes de Roma, la más conocida después de la de Pasquino. Es una enorme escultura de mármol, de la época romana, realizada en el siglo I d. C., que representa quizá a Neptuno, o al río Tíber.
Fue encontrada en el Foro de Augusto, en el área conocida como Foro de Marte, de donde probablemente venga el nombre de la estatua. A mediados del siglo XVII el papa Inocencio X mandó colocar la figura en el patio del Palazzo dei Conservatori, donde se encuentra en la actualidad.
Al igual que el resto de estatuas parlantes, fue utilizada en la antigüedad como depositaria de innumerables panfletos satíricos, en verso casi siempre, en los que se criticaba las estructuras del poder romano.